# Ḏ̣
Cette page contient des caractères spéciaux ou non latins. S’ils s’affichent mal (▯, ?, etc.), consultez la page d’aide Unicode.
Ḏ̣ (minuscule : ḏ̣), appelé D macron souscrit et point souscrit, est une lettre additionnelle formée d'un D diacrité par un macron souscrit et d’un point souscrit. Elle est utilisée dans certaines transcriptions de langues sémitiques.

## Utilisation
Dans certaines transcriptions de l’arabe dialectal ḏ représente une consonne fricative dentale voisée pharyngealisée /ðˁ/ écrite ‹ ظ › avec l’écriture arabe,.

## Représentations informatiques
Le D macron souscrit et point souscrit peut être représentée avec les caractères Unicode suivants :
- précomposé (Latin étendu additionnel) :

| formes    | représentations | chaînes de caractères | points de code | descriptions                                                         |
| --------- | --------------- | --------------------- | -------------- | -------------------------------------------------------------------- |
| capitale  | Ḏ̣               | Ḏ◌̣                    | U+1E0E U+0323  | lettre majuscule latine d ligne souscrite diacritique point souscrit |
| minuscule | ḏ̣               | ḏ◌̣                    | U+1E0F U+0323  | lettre minuscule latine d ligne souscrite diacritique point souscrit |

- décomposé (latin de base, diacritiques) :

| formes    | représentations | chaînes de caractères | points de code       | descriptions                                                                     |
| --------- | --------------- | --------------------- | -------------------- | -------------------------------------------------------------------------------- |
| capitale  | Ḏ̣               | D◌̱◌̣                   | U+0044 U+0331 U+0323 | lettre majuscule latine d diacritique macron souscrit diacritique point souscrit |
| minuscule | ḏ̣               | d◌̱◌̣                   | U+0064 U+0331 U+0323 | lettre minuscule latine d diacritique macron souscrit diacritique point souscrit |